# نبرد کلوکا حصار
محاصره کلوکا حصار نخستین پیروزی عثمان یکم  علیه بیزانس بود. بر اساس محدود اطلاعات باقیمانده این نبرد آغازگر نبردهای دولت عثمانی وامپراتوری بیزانس بود که در نهایت باعث سقوط امپراتوری بیزانس و ظهور امپراتوری عثمانی شد.

## چگونگی نبرد
عثمان اول در سال ۱۲۸۵ پنج سال پس از برگزیده شدن بعنوان بیگ قبیله کایی به کلوجا حصار حمله برد که اولین فتح در تاریخ امپراتوری عثمانی است.گفته میشود عثمان یکم پس از فتح قلعه به دلیل گرویدن مردم قلعه به اسلام دست از کشتار مردم و غارت قلعه برداشت.